# Emilienne Haghebaert
Emilienne Yvonne Haghebaert (Oostende, 10 november 1932 – aldaar, 22 februari 2022) was een Belgisch gemeente- en provincieraadslid van christendemocratische strekking (CVP).
Zij was de stichter van de ‘Vrienden van de Stedelijke Musea van Oostende’ en was de eerste vrouw die meer dan 25 jaar zetelde in de West-Vlaamse provincieraad.

## Biografie
Emilienne Haghebaert was de dochter van Emile Haghebaert en Marie Gielens.
Op 2 maart 1957 trouwde ze met Lucien Vercruysse in Oostende. Samen kregen ze 4 kinderen: Marie-Anne, Hilde, Lieve en Jan.
Emilienne was huisvrouw en actief bij de Kristelijke Arbeidersvrouwenbeweging (KAV), waar zij in de periode van 1968 tot 1990 gewestvoorzitster en gesprekleider was.
Daarnaast was ze politiek actief. Ze zetelde 15 jaar in de gemeenteraad van Oostende, waarvan 6 jaar als schepen voor Cultuur. Ze was ook 26 jaar provincieraadslid van West-Vlaanderen.
Op woensdag 2 maart 2022 werd afscheid van haar genomen in de Sint-Catharinakerk op de Konterdam in Oostende. 

## Politieke carrière
Emilienne Haghebaert werd op 10 maart 1974 tot CVP-provincieraadslid verkozen voor het district Oostende, met een bevordering tot secretaris van de provincieraad vanaf 1991. Ze focuste onder meer op Welzijn, met bijzondere aandacht naar het beleid ten overstaan van socio-culturele verenigingen, preventieve gezondheidszorg, gezins- en bejaardenhulp en kinderopvang. 
Ze heeft in de provincieraad gezeteld van 1974 tot en met 1999 en heeft zo in totaal 7 verkiezingen doorlopen.
In 1980 werd ze als gemeenteraadslid voor Oostende verkozen, waar ze tot 1995 gezeteld heeft, met een bevordering tot schepen van Cultuur, Sociale Zaken, Jeugd en Ontwikkelingssamenwerking van 1989 tot 1995. In de hoedanigheid van schepen van Cultuur was zij in 1990 de stichter van de ‘Vrienden van de Stedelijke Musea van Oostende’.

## Bijzondere activiteiten
Emilienne Haghebaert was
- Gewestleidster VKAJ (1953-1957)
- Gewestelijk voorzitster KAV-Oostende (1971-1974)
- Voorzitster ‘Vrouwenmutualiteit Ons Vooruitzicht’-Oostende (1971)
- Ondervoorzitster Provinciale Commissie voor Sociaal-Cultureel Vormingswerk (tot 1995)
- Lid van de Provinciale Commissie Beeldende Kunst
- Lid Raad van Bestuur ‘Gewestelijke Landmaatschappij’ (1974)
- Lid Raad van Bestuur ‘Oostendse Haard’ (1974)
- Lid College Commissarissen W.I.H. (1974) en vanaf 1995 lid van de Raad van Bestuur
- Lid arrondissementeel hoofdbestuur C.V.P. Oostende (1977)
- Voorzitster ‘Moeder en Kinderzorg’ K.A.V. Oostende (1978-1996) en nationaal ondervoorzitster (1985-1989)
- Ondervoorzitster A.C.W. Oostende (1982-1987)
- Lid Provinciaal Comité ‘Kind en Gezin’ (1983-1991)
- Lid Gewestelijk Dagelijks Bestuur Familiehulp (1987)
- Diocesaan ondervoorzitster ‘Vrienden van Lourdes’ (1990)
- Stichteres en ere-voorzitster van de ‘Vrienden van de Stedelijke Musea Oostende’ (1990)